# Pierre Marraud

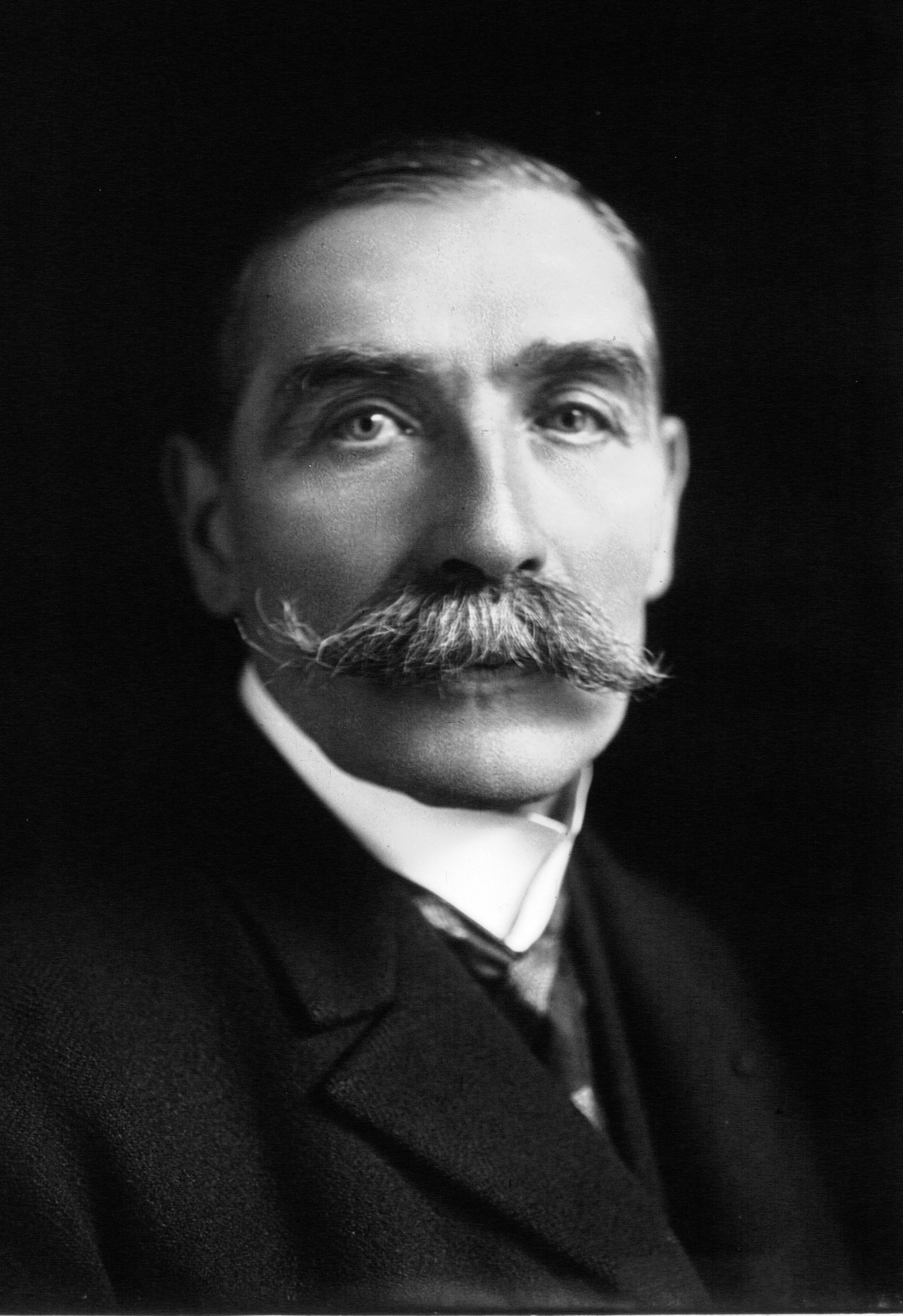
Pierre Marraud (1921)

Pierre Marraud (* 8. Januar 1861 in Port-Sainte-Marie; † 13. März 1958 in Paris) war ein französischer Verwaltungsjurist und Politiker der Dritten Republik. Er war von 1921 bis 1922 Innen- und von 1928 bis 1930 Bildungsminister.

## Leben
Marraud absolvierte ein Studium der Rechtswissenschaft und trat im Anschluss in den Höheren Verwaltungsdienst ein. Er war von 1900 bis 1904 Präfekt des Départements Aude und übte die gleiche Funktion von 1904 bis 1905 im Département Manche aus. 1907 wurde er Direktor für die Stempelsteuer (directeur de l’enregistrement et du timbre), 1908 Staatsrat (conseiller d’État) und später Regierungskommissar (commissaire du gouvernement). In der zweiten Hälfte des Ersten Weltkrieges war er Generaldirektor für die Pensionskassen beim Kriegsministerium. Im Jahr 1918 wirkte er als Präfekt des Départements Seine-Maritime.
Marraud war von 1921 bis 1933 Generalrat von Beauville und Präsident des Generalrates des Départements Lot-et-Garonne, für das er ab Januar 1920 bis Januar 1933 im Senat saß. Sein Tätigkeitsfeld umfasste vor allem die Haushalts- und Finanzpolitik. Ehrenhalber wurde ihm der Titel Direktor im Finanzministerium verliehen.
Marraud wurde am 16. Januar 1921 als Innenminister in die von Premierminister Aristide Briand geführte Regierung berufen, der er bis zum 15. Januar 1922 angehörte. Vom 11. November 1928 bis zum 21. Februar 1930 sowie vom 2. März bis zum 13. Dezember 1930 amtierte er als Minister für Bildung und Kunst in den von Raymond Poincaré, Briand und André Tardieu geleiteten Kabinetten.
Bei der Präsidentschaftswahl am 13. Juni 1931 trafen im ersten Wahlgang zwei Kandidaten aufeinander, Paul Doumer für die Rechten und Aristide Briand die Linken. Nachdem Briand mit 401 zu 442 Stimmen an Doumer gescheitert war, zog er sich enttäuscht als Kandidat der Linken zurück, trat aber ein weiteres Mal als unabhängiger an. Statt seiner trat im zweiten Wahlgang nunmehr Marraud für die Linken an. Er erhielt 334 Stimmen und unterlag Doumer ebenfalls, der 504 Stimmen für seine Seite verbuchen konnte und damit die Wahl für sich entschied.

## Ehrungen
- Großoffizier der Ehrenlegion